# Gaetano Monroy Ventimiglia di Pandolfina
Principe Gaetano Monroy Ventimiglia di Pandolfina (Palermo, 30 luglio 1837 – Parigi, 6 ottobre 1888) è stato un politico e diplomatico italiano.

## Biografia
Figlio di Ferdinando Monroy di Pandolfina, 5º principe di Pandolfina e principe di San Giuseppe, e di Marianna Ventimiglia del castello Maniaci, dei principi di Belmonte. Fu educato presso la Scuola militare "Nunziatella", dalla quale uscì nel 1856 con il grado di sottotenente di cavalleria.
Sposò nel 1859 Stefania Lanza Branciforte ed ebbe sette figli, tra i quali Eleonora, la maggiore, che sposò nel 1886 il duca Leopoldo Torlonia, e Sofia, che sposò Luigi Hardouin di Gallese. Nel 1860, con il grado di tenente della riserva, lasciò l'esercito, intraprese la carriera diplomatica e, nello stesso anno, fu assegnato presso l'ambasciata del Regno delle Due Sicilie a Madrid.
Dopo l'unità d'Italia (1861), fedele alla tradizione familiare antiborbonica  entrò nella diplomazia del nuovo regno nel 1864 accettò l'incarico di segretario di legazione presso l'ambasciata italiana a Lisbona che ricoprì per due anni. Nel 1866 divenne chargé d'affaires presso l'ambasciata italiana a Vienna fino al gennaio 1867.
Nel 1867, a soli 28 anni, fu eletto deputato del Parlamento Italiano per la sinistra storica nella  X legislatura del Regno d'Italia, doe successivamente fu rieletto anche nella XI, XII, XIII, XIV e XV legislatura del Regno d'Italia fino al 1886.
Nel dicembre 1887 accettò l'incarico di ambasciatore italiano in Francia, a Parigi, dove morì dopo quasi un anno nell'ottobre 1888.